# Волость (Емецкое сельское поселение)
Волость — деревня в Холмогорском районе Архангельской области.

## География
Находится в центральной части Архангельской области на расстоянии приблизительно 13 км на север от села Емецк на левобережье Северной Двины.

## История
В 1939 году была отмечена как деревня Хоробрицкого сельсовета Емецкого района. До 2022 года входила в Емецкое сельское поселение до его упразднения.

## Население
Численность населения: 65 человек (русские 100 %) в 2002 году, 43 в 2010.